# Tiebiri Godswill
Tiebiri Godswill (ur. 22 sierpnia 1972) – nigeryjski zapaśnik walczący w stylu klasycznym. Olimpijczyk z Atlanty 1996, gdzie zajął siedemnaste miejsce w kategorii 52 kg.
Triumfator igrzysk afrykańskich w 1995, a trzeci w 1999. Mistrz Afryki w 1993. Wicemistrz Wspólnoty Narodów w 2013 roku.